# Bishorn
Le Bishorn, culminant à 4 151 mètres, est un sommet des Alpes suisses, dans le canton du Valais.

## Toponymie
Étant un contrefort septentrional du Weisshorn, ce sommet est longtemps resté sans nom sur les cartes. Son nom provient probablement de bisst, en patois la bise qui souffle. Son antécime, la pointe Burnaby, doit son nom à l'Anglaise Elizabeth Burnaby qui fut la première à le gravir le 6 mai 1884,.

## Géographie

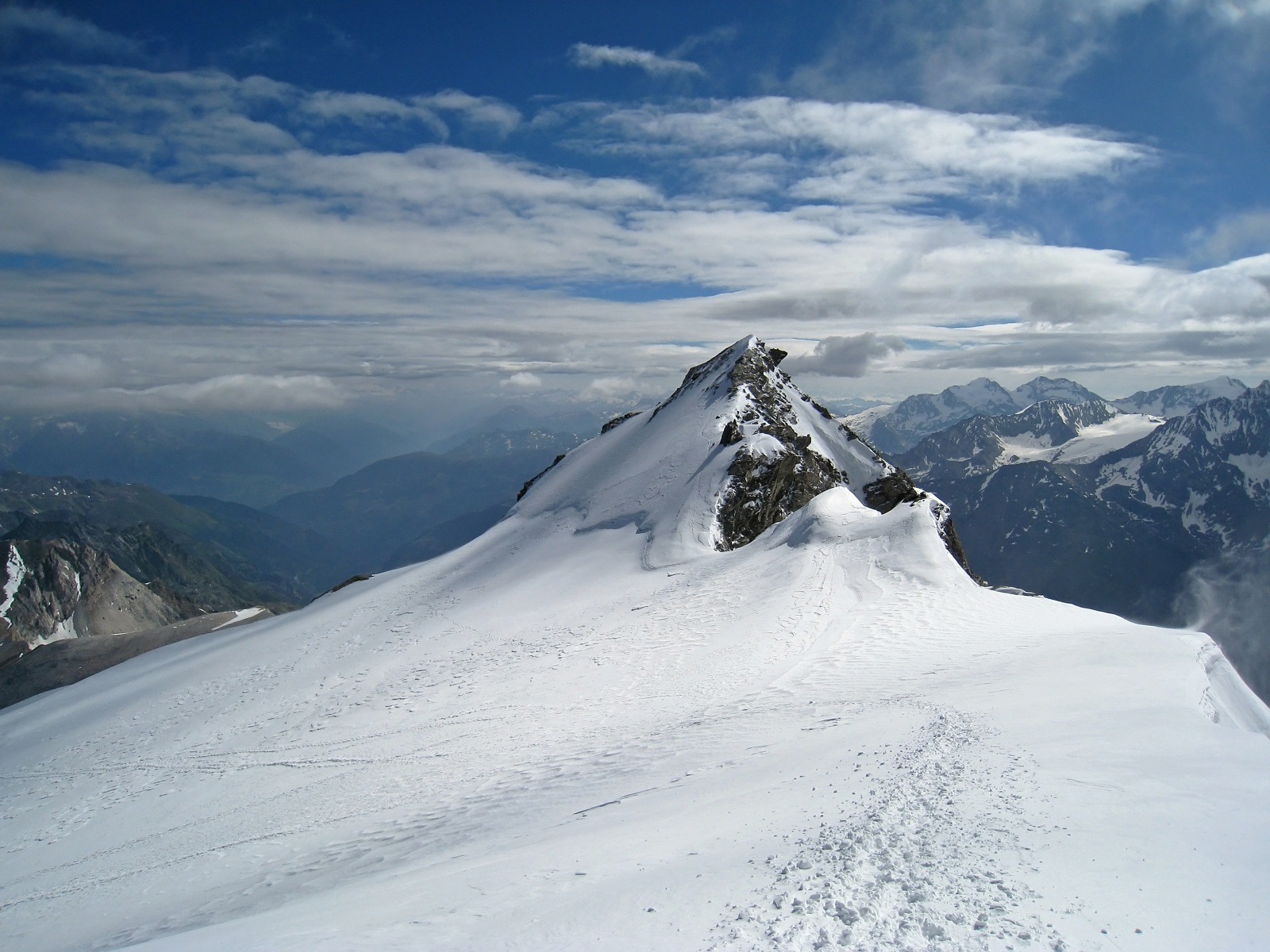
Vue de la pointe Burnaby depuis la cime principale du Bishorn.

Le Bishorn est un sommet principalement neigeux. Trois glaciers se trouvent à son pied : le Brunegggletscher, le Turtmanngletscher et le Bisgletscher. Le Bisjoch sépare le Bishorn du Brunegghorn. Un sommet secondaire, la pointe Burnaby, culminant à 4 133 m, est situé 600 m au nord-est du sommet principal.

## Premières ascensions
- 1884 : première ascension par l'arête est-nord-est du sommet oriental (la pointe Burnaby, 4 133 m) le 6 mai par l'Anglaise Elizabeth Burnaby accompagnée des guides Josef Imboden et Peter Sarbach[2]. Elle est alors persuadée d'avoir gravi le sommet principal, qui culmine pourtant 17 m plus haut[3].
- 1884 : versant nord-ouest du sommet occidental (4 151 m) le 18 août par George Stapylton Barnes et Roland Chessyre-Walker et leurs guides Josef Imboden et Josef-Marie Chanton[2].
- 1922 : versant nord-est le 27 mai par Walter-E Burger et Willem-Hendrik Boissevin[2].
- 1924 : face nord-est le 21 septembre par Émile-Robert Blanchet, Raphaêl Lochmatter et Kaspar Mooser[2].
- 1979 : versant ouest le 8 août par Ewald Sutter, Yvonne Venema et Guus Vuyk[2].

## Alpinisme

### Accès
- Cabane de Tracuit (3 256 m) : voie normale sur le versant nord-ouest. La facilité de cette voie a valu au Bishorn le surnom de « 4 000 des dames »[4],[5]. La cabane de Tracuit est accessible depuis Zinal (1 675 m).
- Turtmannhütte - cabane de Tourtemagne (2 519 m) : voies du versant nord-est et face nord-est ainsi que pour l'arête est-nord-est via le Bisjoch. La cabane de Tourtemagne est accessible depuis Gruben dans le Turtmanntal (vallée de Tourtemagne).

### Voies classiques
Versant Nord-Ouest
- Difficulté : PD- / II (UIAA)
- Durée : 2 heures 30

Face Nord-Est
- Difficulté : D / IV
- Durée : 8 heures